# Фамилија љубави
Фамилија љубави (енгл. Family of Love) је секта коју је основао Дејвид Берг (енгл. David Berg). Претходно име ове секте било је Божија деца. Његова мајка била је социјални радник која се бавила збрињавањем деце и малолетних делинквента. Дејвид који се тада бавио проповедничким радом брзо је привукао пажњу штићеника своје мајке и у овом периоду оснива своју прву групу, Покрет младих за Христа. Дејвид проповеда Свето писмо али подржава и хипи покрет и рокенрол музику. Окупља младе и врши проповеди по природи, на наступима локалних рок група или он сам пушта музику док његова мајка дели сендвиче, кока-колу, кикирики. Покрет је растао и Берг са присталицама креће на турнеју по целој Калифорнији. Ускоро он именује своје заменике свештенике, артикулише своје учење и организација 1968. године добија ново име, Божија деца.

## Учење
Берг сам себе проглашава пророком апокалипсе као и свештеником цркве спасења и узима име Мојсије Давид. Предвиђа да амерички капитализам води у пропаст и тврди да инструкције добија лично од Бога. Организација мења име и тада добија данашњи назив, Фамилија љубави. Одређује преко сто мисионара да шире учење и умножавају чланство. Уводе се и нова правила за пријем која предвиђају да кандидати који успешно прођу шестомесечни пробни период постају пуноправни чланови и потписују „револуционарни
уговор“. Живи се скромно, промискуитет је дозвољен исто као и брак. До новца се долази препродајом музичких касета, слика и публикација саме организације.

## Контроверзе
У организацији су дозвољена сва средства која по Бергу појачавају љубав а то су дрога, алкохол и секс. Проституција је такође дозвољена, Дејвид је ово дефинисао као вид духовне проституције, јер заузврат се не тражи новац већ се неком даје могућност да воли. Ова организација данас је забрањена у неким државама Сједињених Америчких Држава.

## Фамилија љубави данас
Оганизација Фамилија љубави сада је пријављена као каритативна организација која се бави бригом о деци без родитељског старања, старим лицима и оболелим од АИДС-а. Она броји око 20.000 чланова из 86 земаља света. Целокупне послове води Линда Берг, ћерка Дејвида Берга.